# Paulipalpus
Paulipalpus är ett släkte av tvåvingar. Paulipalpus ingår i familjen parasitflugor.
Kladogram enligt Catalogue of Life:
| Paulipalpus | \| \| Paulipalpus flavipes \| \| \| \| \| \| Paulipalpus zentae \| \| \| \| |
|             | \| \| Paulipalpus flavipes \| \| \| \| \| \| Paulipalpus zentae \| \| \| \| |
|             | Paulipalpus flavipes                                                        |
|             |                                                                             |
|             | Paulipalpus zentae                                                          |
|             |                                                                             |